# Weißer Marsch
Weißer Marsch (ndl. Witte Mars, frz. Marche Blanche) ist der Name einer Protestbewegung, die nach Bekanntwerden der Verbrechen von Marc Dutroux und anderer Sexualstraftaten an Kindern in Belgien zum Kampf gegen Pädosexualität aufrief. Er wurde ausgelöst durch die Entlassung vom Richter Jean-Marc Connerotte als Vorsitzender des Falls Dutroux, da er an einem Benefizessen für die Familien der Opfer von Dutroux teilgenommen hatte. Dort hatte er einen Kugelschreiber und eine Portion Spaghetti erhalten. Dadurch wurde der Skandal auch als „Spaghetti-Affäre“ in Belgien bekannt. Beides wurde als Indiz gesehen, dass der Richter befangen war. Die belgische Öffentlichkeit war darüber entrüstet, da Connerotte maßgeblich an der Befreiung der einzigen überlebenden Opfer im Fall Dutroux – Sabine Dardenne und Laetitia – beteiligt war und deswegen unter den Menschen große Hochachtung genoss.
Der Weiße Marsch organisierte im Oktober 1996 in Brüssel eine Demonstration, an der mehr als 300.000 Menschen teilnahmen. 
In der Schweiz gibt es eine gleichnamige Bewegung, organisiert im Verein Marche Blanche. Im August 2011 gab die Gründerin des Vereins bekannt, dass sich der Verein auflösen wird.
Marche Blanche lancierten die Unverjährbarkeits- sowie die Pädophilen-Initiative.